# تیروئیدیت هاشیموتو
تیروئیدیت هاشیموتو نوعی التهاب مزمن تیروئید است که به علت نوعی بیماری خودایمنی به وجود می‌آید و در آن انواعی از سلول‌ها و پادتن‌ها در پاسخ ایمنی دخالت دارند. این بیماری نخستین بیماری خودایمنی است که در سال ۱۹۱۲ به وسیلهٔ هاکارو هاشیموتو در آلمان کشف شد.

## علائم و نشانه‌ها
تیروئیدیت هاشیموتو بیشتر سبب کم‌کاری تیروئید می‌شود. نشانگان این بیماری عبارت‌اند از: میگزدم، افزایش وزن، افسردگی، مانیا، حساسیت به گرما و سرما، احساس خواب‌رفتگی اندام‌ها، کوفتگی، وحشت ناگهانی، برادیکاردی، گاه تاکیکاردی، افزایش کلسترول خون و کاهش قند خون، یبوست، ضعف ماهیچه‌ها، گرفتگی ماهیچه‌ها، ضعف حافظه، نازایی، ریزش موها و میگرن.
در این بیماری غدهٔ تیروئید ممکن است سفت، بزرگ و لُب‌دار شود، که ممکن است این تغییرات محسوس نباشند. بزرگ شدن تیروئید ممکن است به علت نفوذ لنفوسیت‌ها یا فیبروز باشد تا هیپرتروفی بافت آن. از لحاظ فیزیولوژیک، پادتن‌های ضد پراکسیداز تیروئید (TPO) یا تیروگلوبولین باعث تخریب تدریجی فولیکول‌های غدهٔ تیروئید می‌شوند؛ بنابراین، می‌توان با جستجوی این پادتن‌ها در خون این بیماری را تشخیص داد. از ویژگی‌های این بیماری تهاجم گویچه‌های سفید، مخصوصاً لنفوسیت‌های تی به آن است که به علت لنفوم هوچکین است.

## تشخیص
افزایش سطح پادتن‌های ضد پراکسیداز تیروئید در سرم نشانهٔ وجود این بیماری است. چون آغاز این بیماری نشانهٔ اختصاصی ندارد، اغلب با بیماری‌هایی مانند افسردگی، سایکلوتایمیا، سندرم پیش از قاعدگی، کوفتگی مزمن (CFS)، فیبرومیالژیا و گاه اختلال اضطرابی (ED) اشتباه می‌شود.

## درمان
کم‌کاری تیروئید که بر اثر بیماری هاشیموتو به وجود می‌آید، با خوردن داروهای هورمونی، مانند لووتیروکسین یا عصارهٔ خشک‌کردهٔ تیروئید جبران می‌شود. مقدار دارو به شدت بیماری، وزن و سن بیمار بستگی دارد ولی معمولاً مصرف یک قرص در روز معمولاً سطح تیروکسین خون را در حالت عادی نگه می‌دارد. در بسیاری موارد لازم است بیمار در بقیهٔ عمر خود این دارو را مصرف کند. در صورتی که کم‌کاری تیروئید به علت بیماری هاشیموتو باشد، توصیه می‌شود سطح TSH خون همواره کم‌تر از ۳ نگه داشته شود. تا زمانی که تیروئید این بیماران فعال است، بدن به آن حمله می‌کند و نوساناتی در سطح TSH خون به وجود می‌آورد.